# Akashi Gidayū
Akashi Giyadū (明石 儀太夫?; ... – 1582) è stato un generale e poeta giapponese.
È conosciuto principalmente per aver praticato la tecnica del seppuku in seguito ad una battaglia persa nel 1582.